# Авиационные происшествия 2008 года
В данном списке перечислены происшествия в гражданской и военной авиации, произошедшие в 2008 году и повлёкшие за собой потерю летательного аппарата и/или человеческие жертвы. В список не входят потери, произошедшие в зонах активных военных конфликтов.
В графе «Жертвы» через косую черту указаны число погибших/число выживших (например, 5/1 — 5 погибших, 1 выживший). Все происшествия представлены в хронологическом порядке, могут быть отсортированы по типу летательного аппарата и по эксплуатанту.
Список составлен на основе открытых источников, является неполным и может содержать неточности.

## Гражданская авиация

### Самолёты
| Дата        | Тип ЛА                    | Эксплуатант            | Номер    | Место                             | Жертвы  | Примечания |
| ----------- | ------------------------- | ---------------------- | -------- | --------------------------------- | ------- | --- |
| 4 января    | Let L-410                 | Transaven              | YV2081   | Лос-Рокес, Венесуэла              | 14/0    | Разбился при попытке сесть на воду после отказа двигателей.                                                             |
| 1 февраля   | Boeing 727-259            | Lloyd Aéreo Boliviano  | CP-2429  | Тринидад, Боливия                 | 0/156   | Он потерпел крушение недалеко от аэропорта из-за нехватки топлива. См. отдельную статью.                                |
| 21 февраля  | ATR 42-300                | Santa Bárbara Airlines | YV1449   | Мерида, Венесуэла                 | 46/0    | Столкнулся с горой. См. отдельную статью.                                                                               |
| 3 апреля    | Ан-28                     | Blue Wing Airlines     | PZ-TSO   | Лава Антино, Бенздорп,Суринам     | 19/0    | Разбился при прерванном заходе на посадку. См. отдельную статью.                                                        |
| 11 апреля   | Ан-32                     | Kata Air Transport     | ST-AZL   | аэропорт Кишинёва, Молдавия       | 8/0     | Разбился во время вынужденной посадки. См. отдельную статью.                                                            |
| 15 апреля   | McDonnell Douglas DC-9-51 | Hewa Bora Airways      | 9Q-CHN   | Гома, ДР Конго                    | 37+3/57 | Во время взлёта рухнул на жилой район и рынок из-за отказа двигателя.                                                   |
| 26 мая      | Ан-12БП                   | Московия               | RA-12957 | Челябинск, Россия                 | 9/0     | Пожар на борту. Потерпел катастрофу из-за потери управления элеронами во время аварийной посадки. См. отдельную статью. |
| 30 мая      | Airbus А320-233           | TACA                   | EI-TAF   | Тегусигальпа, Гондурас            | 2+3/124 | Выкатился за пределы ВПП на дорогу. См. отдельную статью.                                                               |
| 10 июня     | Airbus A310-324           | Sudan Airways          | ST-ATN   | аэропорт Хартум, Судан            | 30/184  | Выкатился за пределы ВПП и загорелся. См. отдельную статью.                                                             |
| 27 июня     | Ан-2                      | Авиалесоохрана         | RA-01132 | близ Пущино, Россия               | 5/0     | Отказ двигателя из-за некачественного топлива. См. отдельную статью.                                                    |
| 20 августа  | McDonnell Douglas MD-82   | Spanair                | EC-HFP   | аэропорт Барахас, Мадрид, Испания | 154/18  | Попытка взлёта с невыпущенными закрылками. См. отдельную статью.                                                        |
| 24 августа  | Boeing 737-219            | Itek Air               | EX-009   | Жаны-Жер, Кыргызстан              | 65/25   | Разгерметизация кабины. Потерпел катастрофу при заходе на вынужденную посадку. См. отдельную статью.                    |
| 14 сентября | Boeing 737-505            | Аэрофлот-Норд          | VP-BKO   | Пермь, Россия                     | 88/0    | Потеря пространственной ориентировки. См. отдельную статью.                                                             |
| 1 октября   | Boeing 737-3Y0            | КД авиа                | EI-DON   | аэропорт Храброво, Россия         | 0/144   | Экипаж забыл выпустить шасси.                                                                                           |
| 20 декабря  | Boeing 737-524            | Continental Airlines   | N18611   | аэропорт Денвер, США              | 0/115   | Выкатился за пределы ВПП при взлёте. См. отдельную статью.                                                              |

### Вертолёты
| Дата     | Тип ЛА | Эксплуатант | Номер    | Место                                  | Жертвы | Примечания                                                     |
| -------- | ------ | ----------- | -------- | -------------------------------------- | ------ | -------------------------------------------------------------- |
| 3 марта  | Ми-8   | Вертикаль-Т | RA-27019 | близ Бетана, 145 км от Катманду, Непал | 10/0   | Столкнулся с горой. Выполнял миссию ООН. См. отдельную статью. |
| 30 марта | Ми-8   | СПАРК+      | RA-06152 | Шпицберген                             | 3/6    | Столкнулся с бетонным сооружением. См. отдельную статью.       |
| 2 июля   | Ми-8   | ЮТэйр       | RA-22599 | Тюменская область, Россия              | 9/7    | Грубая посадка. См. отдельную статью.                          |

## Государственная авиация

### Самолёты
| Дата      | Тип ЛА      | Эксплуатант                         | Номер  | Место              | Жертвы | Примечания                                                                      |
| --------- | ----------- | ----------------------------------- | ------ | ------------------ | ------ | ------------------------------------------------------------------------------- |
| 23 января | CASA C-295M | ВВС Польши                          | 019    | Мирославец, Польша | 20/0   | Разбился из-за ошибки пилотов.                                                  |
| 4 ноября  | Learjet 45  | Министерство внутренних дел Мексики | XC-VMC | Мехико, Мексика    | 7+9/0  | Попадание в спутный след другого самолёта. Упал на город. См. отдельную статью. |